# Järve keskus
Le centre commercial Järve (en estonien : Järve keskus) est un centre commercial à Tallinn en Estonie.

## Présentation
Järve Keskus est le plus grand centre commercial de vente d'articles d'ameublement en Estonie, avec une surface locative brute de 44 580 m2 abritant près de 111 enseignes différentes (dont 9 restaurants et cafés).
Malgré son nom Järve, le centre est situé dans le quartier Rahumäe de l’arrondissement de Nõmme.
Le bâtiment du centre commercial a trois étages.
Les plus grands magasins du centre sont Selver, Aatrium, Tööriistamarket, Sportland et Diivaniparadiis.
Le centre commercial Järve a été inauguré le 1er octobre 2002.
En plus des articles d'ameublement, Järve Center propose une large sélection d'articles de loisirs et de sport, de chaussures et de vêtements, d'articles pour enfants et de différents services.
Le centre est rénové en 2023.